# دون روجرز
دون روجرز (بالإنجليزية: Don Rogers)‏ (25 أكتوبر 1945 في المملكة المتحدة - ) هو مدرب كرة قدم ولاعب كرة قدم بريطاني في مركز جناح ‏. لعب مع سويندون تاون وكريستال بالاس وكوينز بارك رينجرز ويوفل تاون.

## وصلات خارجية
- دون روجرز على موقع قاعدة بيانات كرة القدم.إي يو (الإنجليزية)